# Anachipteria acuta
Anachipteria acuta är en kvalsterart som först beskrevs av Ewing 1918.  Anachipteria acuta ingår i släktet Anachipteria och familjen Achipteriidae. Inga underarter finns listade i Catalogue of Life.